# Туліара (провінція)
Туліара (малаг. Toliara, раніше Toliary або Tuléar) — колишня провінція Мадагаскару площею 161 405 км² і населенням 2 229 550 осіб (липень 2001). Адміністративний центр — місто Туліара. Поблизу Туліара знаходиться екорегіон колючих лісів (так звані "Мадагаскарські колючі зарості").
Провінція Туліара межує з такими провінціями:
- Махадзанга — на півночі
- Антананаріву — на північному сході
- Фіанаранцуа — на сході.

## Адміністративний поділ
Провінція Туліара була розділена на чотири регіони — Андруа, Анузі, Аціму-Андрефана і Менабе. Ці чотири регіони стали першим рівнем адміністративного поділу, коли в 2009 році провінції були скасовані. Вони розділені на 21 район (департамент):

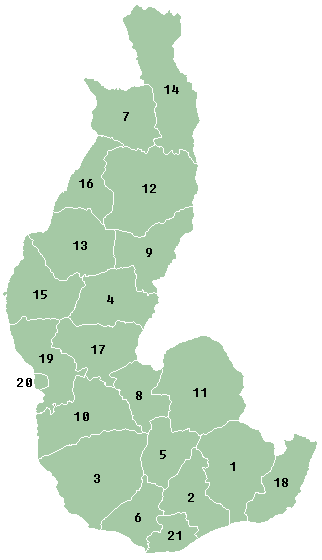
Регіони та департаменти провінції Туліара.

| - Регіон Андруа: - 2. Амбовумбе-Андруа - 5. Бекілі - 6. Бельоа - 21. Тсіомбе - Регіон Анузі: - 1. Амбуасарі - 11. Бетрока - 18. Толанаро - Регіон Аціму-Андрефана: - 3. Ампаніяї - 4. Анказуабу - 8. Бененітра - 9. Бероруа - 10. Бетіокі - 15. Морумбе - 17. Сакараа - 19. Туліара (сільський) (Туліара II) - 20. Туліара (міський) (Туліара I) - Регіон Менабе: - 7. Бельон'і Цірібііна - 12. Маабу - 13. Манія - 14. Міандрайвазу - 16. Морундава |

Провінція Туліара багата на корисні копалини.